# Čhatri
Čhatri so polodprti, dvignjeni paviljoni v obliki kupole, ki se uporabljajo kot element v indo-islamski in indijski arhitekturi. Najpogosteje so kvadratni, osmerokotni in okrogli. Izvirajo kot baldahin nad grobnicami in večinoma služijo kot dekorativni elementi v nasprotju s funkcionalnimi elementi. Najzgodnejši primer čhatrija, ki so ga uporabljali na Indijski podcelini, so našli v svetišču Ibrahima v Bhadresvarju, zgrajenem med letoma 1159 in 1175.
Čhatri najdemo zlasti v mogulski arhitekturi. Najpomembnejša ohranjena primera danes najdemo v Humajunovi grobnici v Delhiju in Tadž Mahalu v Agri. Berarski sultanat v Dekanu je dodal čhatri na zgradbe v svojih različnih kapitelih. V Radžastanu in drugih delih Indijske podceline so jih uporabljali tudi muslimanski in hindujski vladarji. Uporabljajo se predvsem za manipulacijo obzorij, kar je pomemben vidik radžastanske arhitekture. Na primer, lahko jih dodamo streham stavb, večje čhatrije pa lahko uporabimo kot kenotafe. Njegov izvor pa je radžastanski. Medtem ko je čhatri v Šekhavati lahko sestavljen iz preproste strukture ene kupole, dvignjene s štirimi stebri v zgradbo, ki vsebuje veliko kupol in klet z več sobami. Ponekod je notranjost čhatrija poslikana na enak način kot haveli (dvorci) v regiji.

## V Radžastanu
Veliko različnih čatrijev obstaja v posameznih delih Radžastana. Njihove lokacije so:
- Džaipur – Gaitore kenotafi maharadž iz DžJaipurja. Kenotafi nekdanjih vladarjev DžJaipurja v ozki dolini so sestavljeni iz nekoliko značilnih spomenikov v obliki čhatrijev ali dežnikov. Čhatri Savai Džai Singha II. je še posebej omembe vreden zaradi rezbarij, ki so bile uporabljene za olepšanje.
- Džodhpur – Džasvant Thada, čhatri iz belega marmorja maharadže Džasvant Singha II. Pančkunda Ki Čhatrijan v Mandoreju je skupina čhatrijev, zgrajenih na zgodnjih kremacijskih območjih kraljeve družine Marvar.
- Bharatpur - kenotafi članov kraljeve družine Džat iz Bharatpurja, ki so leta 1825 umrli med bojem proti Britancem, so postavljeni v mestu Govardhan. Čhatri maharadže Suradža Mala iz Bharatpurja ima čudovite freske, ki osvetljujejo življenje Suradžmala in živo prikazujejo prizore darbarja in lova, kraljeve procesije in vojne.
- Udaipur – Otok jezera Pičola, obdan z vrsto ogromnih kamnitih slonov, ima impresiven čhatri, izklesan iz sivo modrega kamna, ki ga je zgradil Maharana Džagat Singh.
- Haldighati – čudovit čhatri z belimi marmornimi stebri, posvečen Rani Pratapu, stoji tukaj. Omeniti velja tudi Četak Smarak, kenotaf, posvečen Četaku, slavnemu konju Rane Pratapa.
- Alvar – Moosi Maharani Ki Čhatri je čudovit kenotaf iz rdečega peščenjaka in belega marmorja vladarjev Alvarja.
- Bundi – Suradž Čhatri in Mordi Ki Čhatri, Čaurasi Khambon ki Čhatri, Bundi in Nath Dži ki Čhatri so v Bundiju. Rani Šjam Kumari, žena Radže Čhatrasala na severnem hribu, je zgradila Suradž Čhatri, Majuri, druga žena Čhatrasala, na južnem hribu pa je postavila Mordi Ki Čhatri.
- Džaisalmer – Bada Bagh, kompleks s čhatriji Džaija Singha II. (umrl 1743) in kasnejših maharadž iz Džaisalmerja.
- Bikaner – Devi Kund blizu Bikanerja je kraljevi krematorij s številnimi kenotafi. Čhatri Maharadže Surat Singha je najbolj impozanten. Ima spektakularne radžputske slike na stropu.
- Ramgarh – Seth Ram Gopal Poddar Čhatri
- Nagaur – Nath Dži ki Čhatri, Amar Singh Rathore-ki-Čhatri

- Čatri iz 12. stoletja, Džaisalmer
- Bada Bagh v Džaisalmerju
- Moosi Rani Ki Čhatri, Alvar
- Barah Khamba Čhatri pri Džalsen Talabu v Hindaunu

### V Šekhavati
Nekateri najbolj znani chhatri v regiji Shekhawati v Radžastanu se nahajajo v naslednjih mestih:
- Ramgarh – Ram Gopal Poddar Čhatri
- Laxmangarh - Čurivala ki Čhatri
- Bissau – Radž ki Čhatri iz Šekhavat Thakurs
- Parsurampura – čhatri Thakurja Sardula Singha Šekhavata
- Džhundžhunu – Čhatri vladarjev Šekhavata
- Dundlod – čudoviti čhatri Ram Dutta Goenke
- Mukungarh – Šivduta Ganerivala Čhatri
- Churu – Taknet Čhatri
- Mahansar – Sahadž Ram Podar Čhatri
- Udaipurwati – Džoki Das Šah ki Čhatri
- Fatehpur – Džagan Nath Singhania Čhatri

## V Madja Pradeš
Regija Madja Pradeš je kraj več drugih pomembnih čhatrijev njenih slavnih vladarjev Maratha:
- Šujalpur – grobnica Ranodžija Scindia, ustanovitelja dinastije Scindia. Stoji na Ranoganju, od Šudžalpurja do ceste Akodia.
- Šivpuri – zapleteno okrašen marmorni čhatri, ki so ga postavili vladarji Scindije v Šivpuriju.
- Gvalior – Šrimati Balabai Maharadž Ladodžirao Šitole Čhhatri
- Gvalior – Radžradžendra Ramčandrarao Narsingh Šhitole in žena Gunvantjaraje Ramčandrarao Šitole (princesa Gvaliorja) Čatri
- Orčha – dodelan čhatri lokalnih hindujskih kraljev
- Gohad – Džatski vladarji Gohada so zgradili čhatri maharadže Bhim Singh Rana na utrdbi Gvalior.
- Indore in Mahešvar – čhatri vladarjev Holkarja.
- Alampur – Maharani Ahilja Bai Holkar je zgradil čhatri Malharja Rao Holkarja v Alampurju v okrožju Bhind leta 1766.

|  |  |  |  |  |

## Mogulska arhitektura
Čhatri so bili značilni za številne stavbe mogulske arhitekture:
- Tadž Mahal ima štiri čhatrije, ki obdajajo glavno kupolo
- Humajunova grobnica ima več čhatris poleg kupole.
- Panč Mahal, Fatehpur Sikri je okronan s kupolasto čatri, ki gleda na moško območje.[4]

## V Kutču
Čhatri je mogoče najti tudi na obrobju mesta Bhudž, ki pripada predvsem vladarjem Džadeja iz Kutča. Čhatri Raa Lakhpatja je zelo znan po svojih zapletenih dizajnih in rezbarijah. Večina jih je bila uničena v potresu v Gudžaratu leta 2001. Obnovitvena dela potekajo.

## Zunaj Indije
V Združenem kraljestvu, državi z močnimi zgodovinskimi povezavami z Indijo, sta dva opazna čhatrija. Eden je kenotaf v Brightonu, posvečen indijskim vojakom, padlim v prvi svetovni vojni.
Drugi je na pokopališču Arnos Vale v bližini Bristola in je spomenik uglednemu indijskemu reformatorju Radži Ramu Mohanu Royu, ki je umrl v tem mestu.

## Zu7nanje povezave
- ArchNet Dictionary of Islamic Architecture: Chatri
- Images of old chhatris Columbia University